# Zubajr ibn al-Awwam
Zubajr ibn al-Awwam, arab. ‏الزبير بن العوام‎ (pełne imię: Abu Abd Allah az-Zubajr ibn al-Awwam ibn Chuwajlid al-Kuraszi al-Asadi) (ur. w Mekce, zm. w listopadzie 656 roku nieopodal Basry) – jeden z najznamienitszych towarzyszy Mahometa.
Jego matka, Safijja bint Abd al-Muttalib ibn Haszim była ciotką Mahometa, był on zatem kuzynem Proroka i ponadto bratankiem jego żony Chadidży. Jego ojciec Awwam zmarł kiedy Zubajr był bardzo młody i trafił on pod opiekę swojego wuja Naufala ibn Chuwajlida. Zubajr był jedną z pierwszych osób nawróconych na islam, niektóre z tradycji wymieniają go jako czwartą albo piątą osobę, która przyjęła nową religię. Podawany jest różny wiek jego opowiedzenia się za Mahometem, jednak najbardziej znane świadectwa mówią, że miał on wtedy 16 lat. Według Ibn Ishaka Zubajr miał zostać przekonany do islamu przez Abu Bakra (632 - 634), wraz z czterema innymi przyszłymi członkami szury. Zgodnie z wersją zubajrycką miał się on nawrócić w wieku 8 lat i wieku 12 lat wyciągnąć swój miecz w obronie Proroka, stając się tym samym pierwszą osobą, która wyciągnęła miecz na drodze Boga. By przydać wiarygodności tej wersji wydarzeń twierdzono także że Zubajr nawrócił się wraz z Alim (656 - 661). Sprzeczności pomiędzy tymi różnymi świadectwami są rezultatem dyskusji w ramach muzułmańskiej społeczności na temat pierwszeństwa w przyjęciu islamu (sabika), przy założeniu wyższości pierwszych nawróconych.
Zubajr wziął udział w pierwszej hidżrze i powrócił do Mekki z pierwszą grupą muzułmanów kiedy rozprzestrzeniły się pogłoski że Mekkańczycy pogodzili się z Mahometem gdyż ten był gotów uznać ich trzy bóstwa, Al-Lat, Al-Uzza i Manat. Później wraz ze swoją matką udał się do Medyny. Podczas rytuału braterstwa (al-mu'achat) został prawdopodobnie sparowany z Awsim Salamą lub poetą Chazradżytów Kabą ibn Malikiem. Wcześniej, w Mekce, został on w ten sposób bratem Ibn Masuda. Zubajr wziął udział w większości bitew pierwszych muzułmanów. Pod Badrem był jednym z dwóch jeźdźców w muzułmańskich szeregach. Zubajryci relacjonowali później że Archanioł Gabriel i inni aniołowie wzięli udział w tej bitwie mając na sobie żółte turbany takie same jak Zubajr. Pod Uhudem Mahomet miał wyrazić uznanie dla waleczności Zubajra. W trakcie Bitwy Rowu w roku 627 Prorok miał wysłać Zubajra by ten szpiegował Banu Kurajza. To przy tej okazji Mahomet miał powiedzieć że: „Każdy Prorok ma swojego prawdziwego ucznia, a Zubajr jest moim”. W muzułmańskiej tradycji Zubajr jest powszechnie znany pod imieniem „Hawari Rasul Allah” („Uczeń (Apostoł) Wysłannika Boga”). Miał on także należeć do dziesięciu osób, którym Prorok obiecał Raj, tzw. „Al-Aszara al-Mubaszszara”. Zaraz po Bitwie Rowu Zubajr i Ali zgodnie z wola Mahometa zorganizowali masakrę Banu Kurajza. Zubajr miał ponownie wyróżnić się podczas kampanii przeciwko Chajbarowi w roku 628. Podczas zajęcia Mekki w roku 630 dowodził lewym skrzydłem armii muzułmanów. W tym samym roku podczas wyprawy na Tabuk Zubajr dzierżył wielki sztandar Proroka. Po śmierci Mahometa Zubajr wziął udział w bitwie nad rzeką Jarmuk a później Umar (634 - 644) miał go wysłać z 4 tys. ludzi jako wsparcie dla Amr ibn al-Asa w jego podboju Egiptu. Ze względu na taką historię udziału w walkach nie powinno dziwić, że Zubajr był opisywany jako „najodważniejszy z Kurajszytów” (At-Tabari, II, 805) lub po prostu „najodważniejszy z ludzi” („Kitab al-Aghani”, XI, 125).
Po śmierci Mahometa Zubajr miał dołączyć do stronników Alego, którzy zebrali się w domu Fatimy, i początkowo odmówił uznania wyboru Abu Bakra na kalifa. Pomimo tego, kiedy w roku 644 Umar mianował go jednym z sześciu członków szury mającej wybrać jego następcę Zubajr opowiedział się nie za Alim, ale za Usmanem (644 - 656). Zubajr z biegiem czasu stał się jednym z najbogatszych towarzyszy Proroka, będąc właścicielem wielu posiadłości zarówno w Arabii, jak i Egipcie oraz Iraku. Niektóre z nich miały swój początek jeszcze w nadaniach Mahometa, inne, szczególnie te w Iraku, zostały Zubajrowi podarowane przez Usmana. Jego posiadłość w kwartale Banu Sulajm w Basrze była szczególnie rozległa i zawierała w sobie rynki i sklepy. Pomimo tego że czasami przyłączał się do krytyki Usmana, Zubajr generalnie utrzymywał z nim raczej przyjazne stosunki, czego świadectwem jest fakt że jego syn, Abd Allah, został mianowany przez Usmana dowódcą jego sił podczas oblężenia jego pałacu przez rebeliantów. Na początku swojego panowania Usman miał nawet sporządzić testament, wyznaczający Zubajra na jego następcę, w późniejszym okresie panowania kalifa dokument ten jednak był ignorowany.
Po śmierci Usmana Zubajr początkowo uznał wybór Alego, później jednak przyłączył się do opozycji wobec niego, która skupiła się w Mekce wokół wdowy po Mahomecie A'iszy. A'isza wraz z Zubajrem oraz innym dawnym członkiem szury, Talhą, mieli teraz ogłosić, że Usman został bezprawnie pozbawiony życia a nowy kalif jest odpowiedzialny za jego śmierć. Nowi sprzymierzeńcy udali się do Basry, gdzie zrekrutowali nowe oddziały do swojej armii, po czym starli się z Alim nieopodal miasta w listopadzie 656 roku. W wyniku tzw. Bitwy Wielbłądziej sprzymierzeńcy ponieśli klęskę, a Zubajr wraz z Talhą zginęli. Abd Allah ibn al-Abbas miał później oskarżać Zubajra o tchórzostwo, twierdząc iż „uciekał lecz nie atakował, walczył lecz nie postępował” (Ibn Abi al-Hadid, IX, 327). Tradycja szyicka podtrzymuje jednak, że Zubajr nie walczył z Alim nie z powodu tchórzostwa, lecz ponieważ po spotkaniu z nim podczas wcześniejszej wymiany zdań nie chciał podnosić na niego ręki. Wydaje się, że prawdziwym powodem zachowania się Zubajra podczas bitwy była jednak świadomość, iż nawet w razie zwycięstwa nie ma on szans na kalifat w sytuacji gdy A'isza popierała Talhę. W tej sytuacji opuszczenie pola bitwy wydawało się najrozsądniejsze. Zubajr został zabity i prawdopodobnie pochowany w Wadi as-Siba, dzisiaj nazywające się Az-Zubajr na jego cześć.
Zubajr, podobnie jak inni towarzysze Mahometa, którzy sprzeciwili się Alemu, jest szczególnie atakowany w tradycji szyickiej, gdzie wraz z innymi przywódcami opozycji wobec Alego w Bitwie Wielbłądziej opatruje się go epitetem al-nakichun (łotr, niegodziwiec). Niemniej ataki wobec Zubajra są umiarkowane w porównaniu do tych kierowanych przeciwko takim towarzyszom jak Talha, A'isza, Abu Bakr czy Umar. W odpowiedzi na stanowisko szyitów sunnici wymieniają wiele cnót (manakib) Zubajra. Większość zbiorów hadisów w rozdziałach poświęconych cnotom towarzyszy zawiera sekcję poświęconą Zubajrowi. Biorący udział w Bitwie Wielbłądziej towarzysze porównywani są do dokonujących interpretacji mudżtahidów. Według sunnitów przywódcy obu stron walczyli w dobrej wierze i nie dla zdobycia światowych dóbr stąd Bóg wynagrodzi ich w Raju zgodnie z powiedzeniem Proroka: „Ktokolwiek dokonując idżtihadu popadnie w błąd będzie wynagrodzony; kto dokonując idżtihadu trafi w cel będzie wynagrodzony podwójnie”. W celu podkreślenia wstrzemięźliwości i pobożności Zubajra opisuje się jak miał 1000 niewolników płacących mu daninę, którą następnie rozdawał pomiędzy ubogich, i jak miał nie pobierać swojej pensji z dywanu po śmierci Umara. Zbiory hadisów zawierają bardzo mało tradycji przekazanych za pośrednictwem Zubajra, co jego potomkowie mieli tłumaczyć powołując się na tradycję zgodnie z którą sam Zubajr miał powiedzieć, iż boi się przekazać coś źle i przypisać to Prorokowi, a potem być ukaranym za to w Piekle.
Jedną z żon Zubajra była Asma, córka Abu Bakra i przyrodnia siostra A'iszy. Miał z nią syna Abd Allaha, który miał być pierwszym dzieckiem urodzonym w muzułmańskiej wspólnocie Medyny. Potomek Zubajra Musab az-Zubajri (zm. 851) podaje imiona dziesięciu jego synów i kilku córek. Obok wymienionego już Abd Allaha najsłynniejszymi spośród nich byli Urwa, Hamza i Musab.